# اچ‌ام‌اس اسکس (۱۹۰۱)
اچ‌ام‌اس اسکس (۱۹۰۱) (به انگلیسی: HMS Essex (1901)) یک کشتی بود که طول آن ۴۶۳٫۵ فوت (۱۴۱٫۳ متر) بود. این کشتی در سال ۱۹۰۱ ساخته شد.